# Centre sportif José-Arribas
Le centre sportif José-Arribas (plus communément appelé la Jonelière) regroupe le centre d'entraînement, le siège administratif et le centre de formation du Football Club de Nantes. Il se situe sur les bords de l'Erdre, route de la Jonelière, sur la commune de La Chapelle-sur-Erdre dans le Nord de l'agglomération nantaise.

## Historique
Le nom du centre rend hommage à José Arribas, disparu en 1989, qui fut initiateur du pensionnat de jeunes créé en 1972, alors qu'il était entraîneur du club, ceci dans le but de former des joueurs pour le FC Nantes.
L'intervention de la charte du football professionnel en 1973, qui exige des clubs professionnels se dotent de centres de formation,, donne l'impulsion qui va faire naître la structure Nantaise.
La construction du centre sportif débute en 1976 et il est inauguré en septembre 1978. Le projet est  financé pour moitié par la ville de Nantes et pour moitié par le club.
Depuis l'ouverture du centre 50 jeunes y sont accueillis par saison.

## Installations
Le centre compte 14 hectares d'installations et de plaines de jeux comportant trois terrains gazonnés, deux synthétiques, un stabilisé, un synthétique sablé, une fosse de jeu en gazon synthétique, une salle de musculation et une balnéothérapie. Il assure également aux jeunes footballeurs un enseignement secondaire en collège et lycée (enseignement général, professionnel et technique).

## Projets
Depuis plusieurs années, le président du FCN Waldemar Kita envisage de délocaliser la section professionnelle du club en dehors de l'actuel centre sportif. 
Après prospection, il avait jeté son dévolu sur le château de la Pervenchère, situé à Casson, à une vingtaine de kilomètres au nord de Nantes. Ce domaine de près de 30 hectares, deux fois plus grand que le site actuel de la Jonelière, était la propriété d'une femme d’affaires chinoise qui l'a vendu aux enchères en février 2018, pour un prix de départ légèrement inférieur à deux millions d’euros selon le journal Ouest-France. Cependant face au coût de l'opération, Waldemar Kita a dû renoncer à ce projet.
Pour régler ce problème de saturation, d'autres alternatives ont été envisagées par le président du FCN, comme celui de se porter acquéreur du centre de la Jonelière. Mais le site se trouvant sur une zone naturelle classée Natura 2000 rend les possibilités d'extension et d'aménagement des infrastructures quasi impossibles.
À la mi-septembre 2019, la ville de Nantes aurait proposé à Waldemar Kita le transfert des équipes féminines et de l’école de foot vers les Basses Landes (près de la porte de Rennes du boulevard périphérique) prenant en charge des travaux sur le site, tout en refusant d'assumer les aménagements et travaux du site de la Jonelière qui pourtant appartient à la municipalité. Le président du FCN a refusé cette offre arguant qu'il préférait conserver toutes les sections sur un seul lieu.
À la suite de l'abandon par la ville du projet d'un nouveau stade à la Beaujoire (Yellow Park), les relations entre la municipalité nantaise et les dirigeants de FCN se sont tendues, au point où Waldemar Kita envisagerait de déménager le centre d’entraînement en dehors de Nantes Métropole. Un ensemble de terrains totalisant une superficie de 20 à 30 hectares situés près du château de la Rairie et du golf de la Marionnière à Pont-Saint-Martin, proche de l’aéroport de Nantes-Atlantique, au sud de l'agglomération, fait ainsi partie des pistes les plus probables.